# Horatio Gates
Horatio Gates, ameriški general, * 26. julij 1726, † 10. april 1806. 
Horatio Gates je bil ameriški general v ameriški revolucionarni vojni. General Gates se je boril v kontinentalni vojski in mu pripisujejo zasluge za odločilno ameriško zmago v bitki pri Saratogi leta 1777.
V prejšnji francosko-indijanski vojni se je kot častnik britanske armade boril skupaj z Georgeom Washingtonom proti Francozom.
Vendar pa je Gates leta 1780 izgubil tudi proti britanskemu generalu Charlesu Cornwallisu v bitki pri Camdenu. Imel je otroka po imenu Robert. Vodil je Američane v bitki pri Saratogi leta 1777.